# كلية سان برناردينو فالي
كلية سان برناردينو فالي (بالإنجليزية: San Bernardino Valley College)‏ هي جامعة في الولايات المتحدة تأسست عام 1926. تقع في مدينة كاليفورنيا.

## التاريخ
تأسست الكلية سنة 1926 وتعد من أقدم 25 كلية في ولاية كاليفورنيا

## الكادر الجامعي
الآن تقدم الكلية تدريس ل 25.000 طالب، ويعمل على ميزانية سنوية 59 مليون دولار. وتتكون الكلية من حرمين جامعيين، لديها 243 أعضاء هيئة تدريس بدوام كامل و 750 بدوام جزئي و460 موظف. ومساحة الكلية 1.300 كيلومتر مربع.

## أشهر خريجي الجامعة
- سوزان أنطون
- تويلا ثارب

## إحصائيات
يبلغ عدد طلاب الجامعة 12,508 طالب.

## وصلات خارجية
الموقع الإلكتروني